# Steven Schumacher
Steven Thomas Schumacher (Liverpool, Inglaterra, 30 de abril de 1984) es un exfutbolista y entrenador inglés. Actualmente dirige al Bolton Wanderers.
Como futbolista, jugaba de centrocampista, y pasó su carrera en clubes del ascenso inglés.

## Carrera como jugador

### Everton
Nacido en Liverpool, Merseyside, Schumacher comenzó su carrera en el Everton después de comenzar como aprendiz allí y fue capitán de la sub-19 de Inglaterra mientras jugaba en el equipo juvenil del club.
Sin embargo, no pudo debutar en el primer equipo y, como resultado, se fue cedido en un par de oportunidades para obtener experiencia como profesional. Schumacher se incorporó al Carlisle United cedido el 31 de octubre de 2003. Schumacher pasó tres meses a préstamo, donde hizo cuatro apariciones y anotó el primer gol de su carrera contra el Huddersfield Town en el Football League Trophy.
Después de que terminó su período de préstamo en Carlisle United, Schumacher fue cedido al Oldham Athletic en febrero de 2004, pero no tuvo éxito. El inglés se encontró en una batalla de cesión entre Bury y Oldham, pero finalmente se unió a este último con un contrato de un mes. Sin embargo, Schumacher no hizo apariciones con el club y regresó a su club matriz el 6 de abril de 2004, por lo que luego explicó su decisión, citando la falta de oportunidades con el primer equipo.

### Bradford City
Después de dejar el Everton, Schumacher fue cedido al Bradford City e impresionó lo suficiente a la gerencia del club que le ofrecieron y firmó un contrato de dos años con el club el 30 de julio de 2004.
Antes de la temporada 2005-06, Schumacher firmó un contrato de dos años con el Bradford, manteniéndolo hasta 2007. El contrato de Schumacher con Bradford expiró y dejó el club el 18 de mayo de 2007, ya que no se pensaba que estuviera en los planes del nuevo entrenador, Stuart McCall.

### Crewe Alexandra
Schumacher pronto fichó por Crewe Alexandra por una tarifa nominal una semana después de dejar el Bradford City. Al final de la temporada 2007-08, Schumacher hizo 29 apariciones y anotó una vez en todas las competiciones.
Al comienzo de la temporada 2008-09, la oportunidad de Schumacher con el primer equipo pronto se restringió, ya que encontró su tiempo de juego desde el banco de suplentes. No fue hasta el 21 de febrero de 2009 cuando Schumacher hizo su regreso al primer equipo, entrando como suplente en el minuto 86, en la victoria por 3-1 sobre el Huddersfield Town.
Durante la temporada 2009-10, Schumacher logró recuperar su primer lugar en el equipo en Crewe bajo la dirección de Dario Gradi a pesar de enfrentarse a la competencia de Ashley Westwood. Al final, realizó 33 apariciones y anotó cuatro veces en todas las competiciones. En mayo de 2010, se anunció que dejaría al club cuando expirara su contrato en el verano.

### Bury
Tras su liberación por Crewe Alexandra, Schumacher fichó por el Bury el 8 de julio de 2010, firmando un contrato de dos años. Poco después, fue nombrado nuevo capitán del club en el club. Sin embargo, debido al descenso del equipo, así como a problemas financieros, su futuro se volvió cada vez más incierto.

### Fleetwood Town
Schumacher fichó por el Fleetwood Town el 21 de mayo de 2013 por una tarifa no revelada. Su mudanza provocó la decepción de Kevin Blackwell, quien culpó al dueño del club por su partida. Culminó la temporada 2014-15, haciendo treinta y tres apariciones en todas las competiciones. Después de esto, Schumacher estuvo entre los quince jugadores que el club despidió.

### Stevenage
El 24 de junio de 2015, Schumacher fichó por el Stevenage. Al final de la temporada 2016-17, hizo treinta apariciones y anotó seis veces en todas las competiciones. El 29 de junio de 2017 se anunció que el club lo dejó en libertad.

### Southport
En julio de 2017, Schumacher se unió al Southport luego de ser liberado por Stevenage. Después de que el club lo colocara en una lista de transferencias, Southport liberó a Schumacher en enero, después de haber pasado seis meses en el club.

## Carrera como entrenador
Tras su liberación por parte de Stevenage, Schumacher aceptó un puesto de entrenador en el Everton y una vez fue técnico interino en Southport.El 19 de enero de 2018, regresó al Bury como entrenador del primer equipo, ayudando al entrenador interino Ryan Lowe.Al final de la temporada 2018-19, sus contribuciones ayudaron al club a obtener el ascenso de nuevo a la League One a pesar de la agitación financiera que rodeaba al club, una petición de liquidación pendiente y los jugadores y el personal recibieron pagos tarde o no recibieron ningún pago.

### Plymouth Argyle
El 5 de junio de 2019, Lowe trajo a Schumacher junto a él luego de dejar el Bury para convertirse en entrenador del Plymouth Argyle.En su primera temporada, ayudaron al club a terminar en el tercer lugar y a regresar inmediatamente a la League One en una temporada interrumpida por la pandemia de COVID-19 en el Reino Unido.
El 7 de diciembre de 2021, tras la marcha de Lowe para trabajar en el Preston North End, Schumacher fue rápidamente nombrado entrenador del club.No obstante, al final de la temporada terminaron afuera de los puestos de play-off luego de perder ante el Milton Keynes Dons por 5-0 en la última jornada.
En la temporada 2022-23, el club logró un impresionante arranque que los situó como líderes durante el mes de septiembre.A finales de abril, Plymouth consiguió el ascenso al Championship después de 13 años. Una semana después, obtuvo el título de la League One luego de derrotar por 3-1 al Port Vale. El 19 de diciembre de 2023, dejó su cargo para asumir en el Stoke City.

### Stoke City
El 19 de diciembre de 2023, fue oficializado como nuevo entrenador del Stoke City y firmó un contrato hasta junio de 2027.En septiembre de 2024, fue relevado de sus funciones luego de un mal comienzo en la temporada.

### Bolton Wanderers
El 30 de enero de 2025, asumió al frente del Bolton Wanderers hasta junio de 2028.

## Clubes

### Como jugador
| Club                       | País       | Año       |
| -------------------------- | ---------- | --------- |
| Everton                    | Inglaterra | 2002-2004 |
| Carlisle United (préstamo) | Inglaterra | 2003      |
| Oldham Athletic (préstamo) | Inglaterra | 2004      |
| Bradford City              | Inglaterra | 2004-2007 |
| Crewe Alexandra            | Inglaterra | 2007-2010 |
| Bury F.C.                  | Inglaterra | 2010-2013 |
| Fleetwood Town             | Inglaterra | 2013-2015 |
| Stevenage                  | Inglaterra | 2015-2017 |
| Southport                  | Inglaterra | 2017-2018 |

### Como entrenador
| Club                        | País       | Año           |
| --------------------------- | ---------- | ------------- |
| Southport (interino)        | Inglaterra | 2017-2018     |
| Bury (segundo entrenador)   | Inglaterra | 2018-2019     |
| Plymouth Argyle (asistente) | Inglaterra | 2019-2021     |
| Plymouth Argyle             | Inglaterra | 2021-2023     |
| Stoke City                  | Inglaterra | 2023-2024     |
| Bolton Wanderers            | Inglaterra | 2025-presente |

## Palmarés

### Como entrenador

#### Campeonatos nacionales
| Título         | Club            | País       | Año     |
| -------------- | --------------- | ---------- | ------- |
| EFL League One | Plymouth Argyle | Inglaterra | 2022-23 |